# Centro Hidalguense de Estudios Superiores
El Centro Hidalguense de Estudios Superiores (CENHIES) es una institución privada de educación a niveles básico a superior ubicada en la ciudad de Pachuca de Soto; en el Estado de Hidalgo, México. Dirección: Campus Único: Blvd. Luis Donaldo Colosio No. 101Ampliación Sta. Julia Pachuca C.P. 42080.

## Oferta académica
- Secundaria
- Preparatoria
- Universidad
  - Licenciatura en Administración de Empresas
  - Licenciatura en Administración de Empresas Turísticas
  - Licenciatura en Ciencias de la Comunicación
  - Licenciatura en Contaduría
  - Licenciatura en Derecho
  - Licenciatura en Diseño Gráfico
  - Licenciatura en Psicología